# Konjevrate
Konjevrate es una localidad de Croacia en el ejido de la ciudad de Šibenik, condado de Šibenik-Knin.

## Geografía
Se encuentra a una altitud de 203 m s. n. m. a 343 km de la capital nacional, Zagreb.

## Demografía
En el censo 2011 el total de población de la localidad fue de 173 habitantes.
| Gráfica de población de Konjevrate 1857-2011                        |
|                                                                     |
| Según los censos de población de la oficina estadística de Croacia. |